# Riccardo Maraffa
Riccardo Umberto Maraffa ou Marraffa (Biljana (Brda (Slovénie)), 20 décembre 1890 - Dachau (Allemagne), 11 décembre 1943) est un général, policier et soldat italien de l'armée royale (Regio Esercito), force d'artillerie, dans laquelle il atteint le grade de colonel (colonnello). 
Il est le fondateur et le chef du corps de police de l'Afrique italienne de 1936 à 1943. Il est décoré dans les ordres de la Couronne d'Italie, du Colonial de l'Étoile d'Italie et de l'Ordre des Saints-Maurice-et-Lazare, dans les deux premiers il atteint le rang de Grand Cordon, Chevalier de la Grande Croix, et dans le troisième celui de Grand Officier. C'est un interné de l'armée italienne qui est mort dans le camp de concentration de Dachau.

## Biographie
Il est né à Biljana le 20 décembre 1890, du Commandeur Cataldo Rocco, militaire de carrière et entrepreneur dans le secteur de l'exploration pétrolière à Fornovo di Taro, originaire de Ceglie Messapica et de Carlotta Giuseppina Gallin d'Udine.
Maraffa commence sa carrière militaire avec le grade de sous-lieutenant (sottotenente) d'artillerie, le 16 octobre 1911. Sa carrière militaire, après être passé au commandement de la police coloniale italienne, s'achève en 1937 lorsqu'il quitte l'armée royale avec le grade de colonel (colonnello) tout en servant à l'Académie royale de Turin. Il participe à la Première Guerre mondiale et dirige ensuite, pendant la guerre d'Éthiopie, le bureau militaire du ministère des Colonies.
En 1935, il est nommé régent du bureau militaire du ministère des Colonies, puis affecté aux sections I et III du Haut Conseil colonial.
Le colonel Maraffa, par un décret du 25 janvier 1937, est nommé général de division (generale di divisione) et chef de la police de l'Afrique italienne, créée en 1936. Le corps est conçu par Maraffa comme une organisation à structure militaire mais civile, organisée sur le modèle de la police coloniale britannique. Le corps de police est composé de personnel italien et africain, équipé d'uniformes, de moyens et d'armes d'une qualité supérieure à ceux des autres forces de police italiennes de l'époque. Elle est probablement l'une des premières en Italie à étudier l'utilisation d'hélicoptères pour les missions de police.
En 1943, après la campagne de Tunisie et avec la reddition définitive des troupes italo-allemandes en Afrique, le corps de la Police d'Afrique italienne, composé exclusivement de personnel italien, passe sous le commandement du chef de la police italienne Carmine Senise et est mis à la disposition du corps d'armée de Rome, participant directement aux combats pour la défense de la capitale contre les troupes allemandes après l'armistice du 8 septembre (Armistice de Cassibile).
Le général Maraffa prend le commandement de "toutes les forces de police dans la ville ouverte, avec les pleins pouvoirs pour maintenir l'ordre public". Après la chute de Rome, le général Maraffa a recueilli des centaines d'officiers et de soldats du Regio Esercito qui s'étaient égarés après l'armistice, empêchant ainsi leur déportation en Allemagne.
Monarchiste convaincu, il refuse de se ranger du côté de la République sociale italienne (Repubblica Sociale Italiana- RSI) ; il est donc arrêté par la Gestapo et déporté en Allemagne dans le camp de concentration de Dachau, où il meurt le 11 décembre 1943 d'une crise cardiaque.

## Décorations
- Chevalier de la Grand-Croix de l'Ordre de la Couronne d'Italie
- Maraffa Riccardo di Cataldo, Commandant Général du Corps de Police A.I. -  22 aprile 1941 
 - Grand Officier de l'Ordre de la Couronne d'Italie - 15 novembre 1936
 - Officier de l'Ordre de la Couronne d'Italie - 21 novembre 1935
 - Grand Officier de l'Ordre des Saints-Maurice-et-Lazare - 12 juillet 1942 
 - Commandeur de l'Ordre des Saints-Maurice-et-Lazare - 16 janvier 1939
 - Officier de l'Ordre des Saints-Maurice-et-Lazare - 20 janvier 1938
 - Chevalier de la Grande Croix de l'Ordre colonial de l'Étoile d'Italie
 - Chevalier de l'Ordre militaire de Savoie - 29 mars 1940 
 - Croix de guerre de la valeur militaire
 - 3 Croix du Mérite de guerre - année 1936 .
 - Médaille commémorative des campagnes d'Afrique
 - Médaille commémorative de la guerre italo-autrichienne 1915-1918 (4 années de campagne)
Il est également conseiller de l'Ordre colonial de l'étoile d'Italie à partir de 1936.

## Source
- (it) Cet article est partiellement ou en totalité issu de l’article de Wikipédia en italien intitulé « Riccardo Maraffa » (voir la liste des auteurs).